# Naturschutzgebiet Dornbusch und Schwedenhagener Ufer
Koordinaten: 54° 35′ 25,9″ N, 13° 6′ 7,8″ O
Das Naturschutzgebiet Dornbusch und Schwedenhagener Ufer ist ein sieben Hektar umfassendes Naturschutzgebiet in Mecklenburg-Vorpommern, das aus zwei Teilflächen unmittelbar nördlich (Dornbusch mit dem Steilufer Hucke) und östlich (Schwedenhager Ufer) der Ortschaft Kloster auf der Insel Hiddensee besteht. Die Ausweisung erfolgte am 3. Februar 1937 als 315 Hektar großes Naturschutzgebiet Dornbusch, Schwedenhagener Ufer und Altbessin. Die Verkleinerung im Jahr 1990 geschah durch Übergabe der Flächen an den neu gegründeten Nationalpark Vorpommersche Boddenlandschaft.
Der Gebietszustand wird als befriedigend eingestuft. Durch das Gebiet führen öffentliche Wege, die ein Betreten ermöglichen.

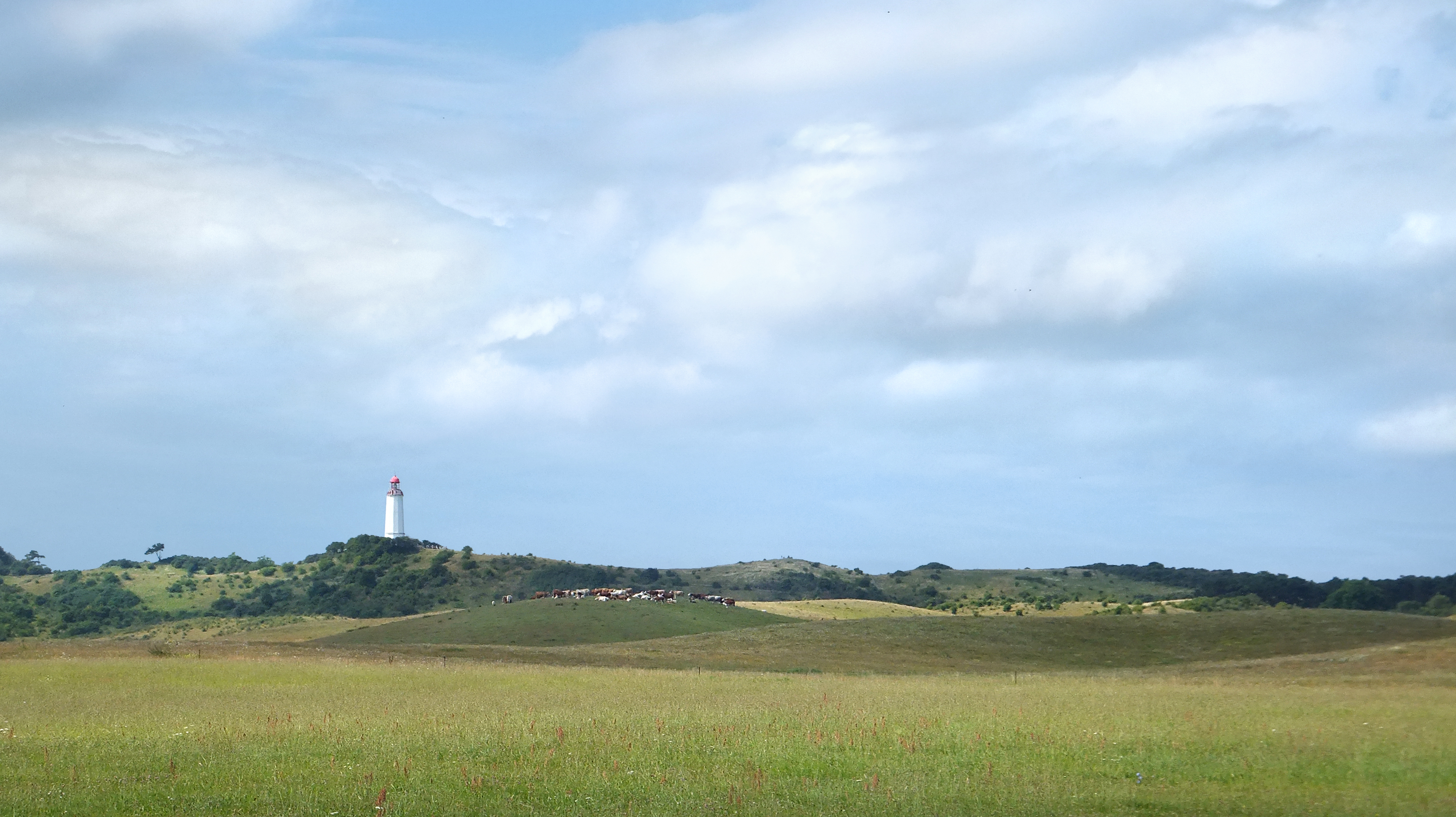
Blick von Grieben zum Dornbusch

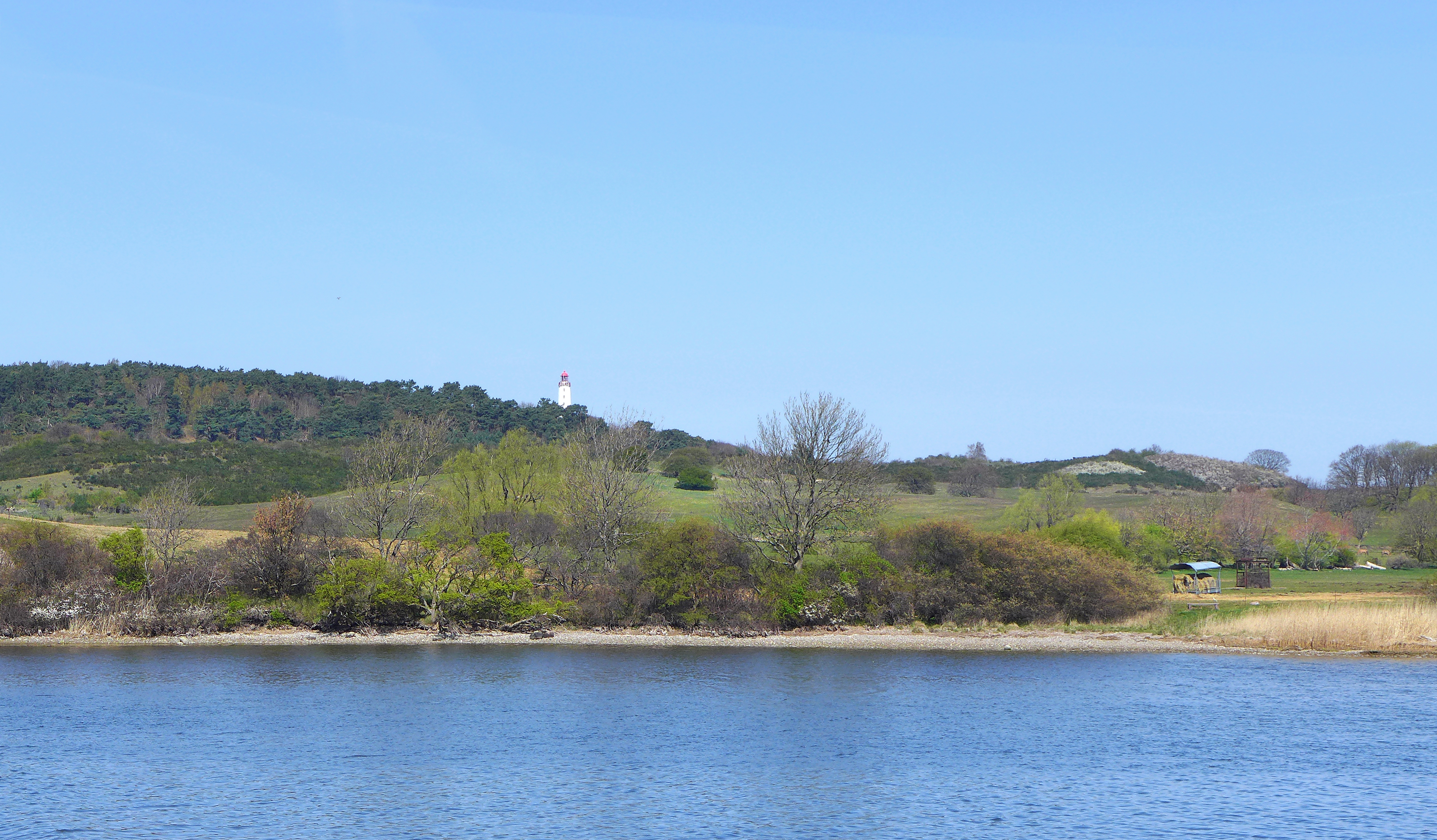
Das Schwedenhagener Ufer

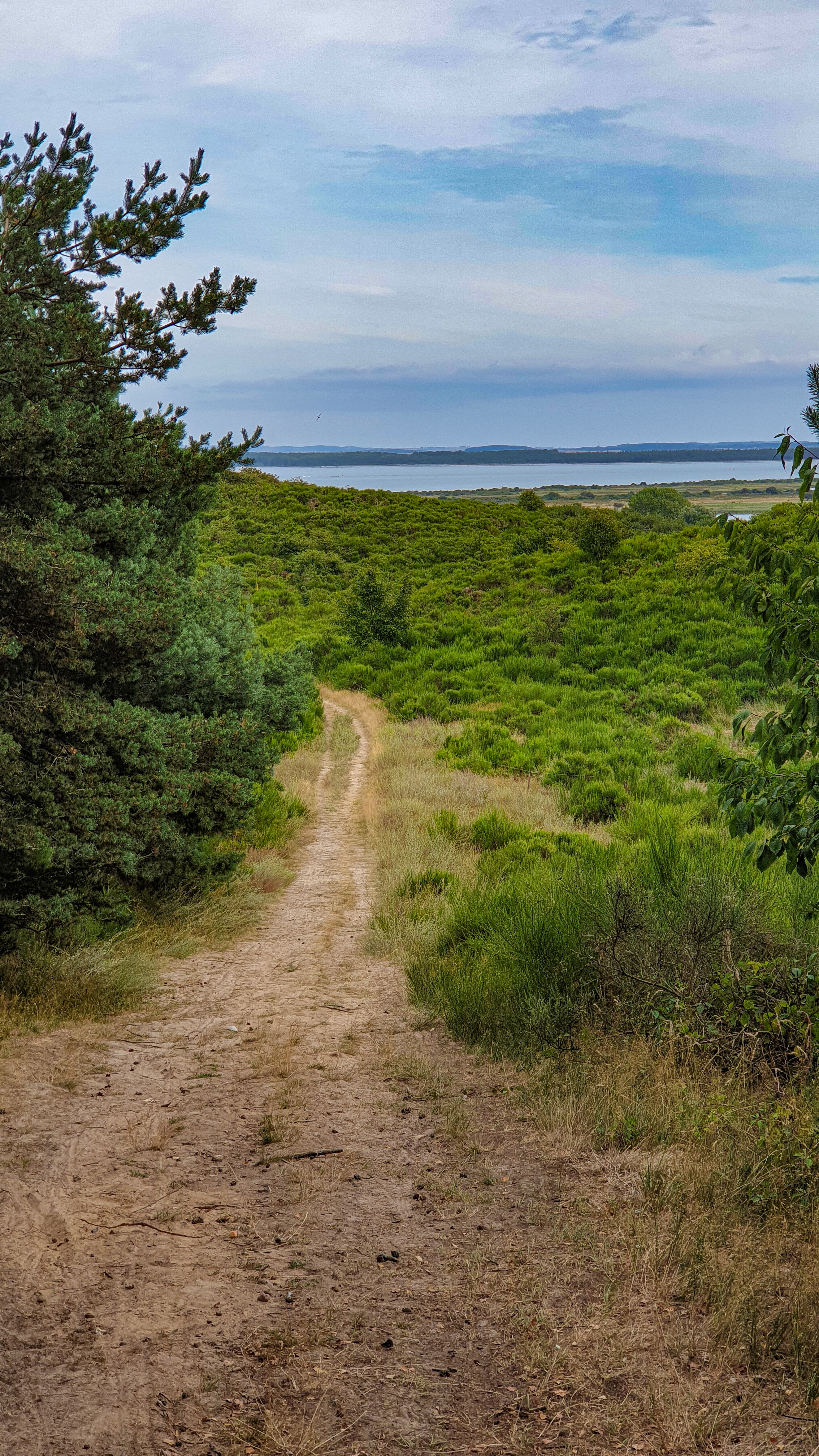
Dornbusch Hiddensee

## Geschichte
Der Dornbusch entstand während der letzten Eiszeit als Stauchmoränenlobus. Das Schwedenhagener Ufer liegt auf einer Grundmoräne, die sich zur gleichen Zeit bildete.
Der ursprünglich mit Eichenmischwald bestandene Dornbusch wurde im Jahr 1628 abgebrannt, als Wallenstein über die Insel herrschte. Die Ascheschicht ist noch heute in Bodenprofilen erkennbar. Erst im Jahr 1860 wurden Versuche unternommen, die Flächen mit Kiefern aufzuforsten. Das nachwachsende Holz wurde als Brennmaterial genutzt. Die regelmäßige Auslichtung führte zum Stockausschlag und zu lichten Standortverhältnissen. Im Jahr 1962 wurde der Deichbau im Bereich des Dornbuschs begonnen. Das bisher aktive Kliff der Hucke wurde durch den Vorbau eines massiven Steindamms vom Meer abgeschnitten.

## Pflanzen- und Tierwelt
Auf dem nach Süden hin ausgerichteten Hang des Dornbuschs konnten sich wärmeliebende Tier- und Pflanzenarten ansiedeln. Stiel-Eiche wächst dort mit Wiesen-Primel, Wald-Zwenke und Gemeinem Tüpfelfarn im Unterwuchs. Als Brutvögel können Buchfink, Fitis, Gelbspötter, Heckenbraunelle und Grasmückenarten beobachtet werden.
Am Schwedenhagener Ufer stocken Hainbuche und Bergulme mit Holunder, Schlehe, Hartriegel, Kornelkirsche und Pfaffenhütchen. Wildkaninchen leben dort, die noch vor ein paar Jahrzehnten in großer Anzahl auftraten, bevor Myxomatose zum Bestandesabfall führte.